# VFTS 352
VFTS 352 — це тісна подвійна зоряна система, розташована на відстані 160 000 світлових років (49 000 парсек) від Сонця в туманності Тарантул (відомою також під назвою NGC 2070), яка є частиною Великої Магелланової Хмари. Це наймасивніша і найстаріша, судячи зі спектра, надконтактна зоряна система з відомих.

## Загальні характеристики
Відкриття цієї подвійної зоряної системи типу O стало результатом роботи «Дуже великого телескопа» Європейської південної обсерваторії; її опис був опублікований 13 жовтня 2015 року. VFTS 352 складається з двох надзвичайно гарячих (із температурою поверхні 40 000 °C) яскравих і масивних зір майже однакового розміру, які роблять оберт одна навколо одної трохи більше ніж за одну добу. Зорі знаходяться настільки близько одна до одної, що їхні поверхні перетинаються. Їхні центри розташовані на відстані лише 12 млн км один від одного.
Екстремальні зорі на кшталт компонентів VFTS 352 вважаються основними «виробниками» таких хімічних елементів, як-от оксиген.

## Майбутнє системи
Майбутнє системи VFTS 352 наразі невизначене. Є два можливі сценарії. Якщо дві зорі зіллються, утвориться зоря з надзвичайно швидким обертанням, і якщо ця зоря продовжуватиме обертатися дуже швидко, імовірно, її «життя» закінчиться тривалим гамма-сплеском. За другим гіпотетичним сценарієм, наприкінці свого існування обидва компоненти вибухнуть як супернові, утворивши подвійну систему близько розташованих чорних дір, а згодом під час злиття цих двох чорних дір може утворитися гравітаційна хвиля.

## Галерея

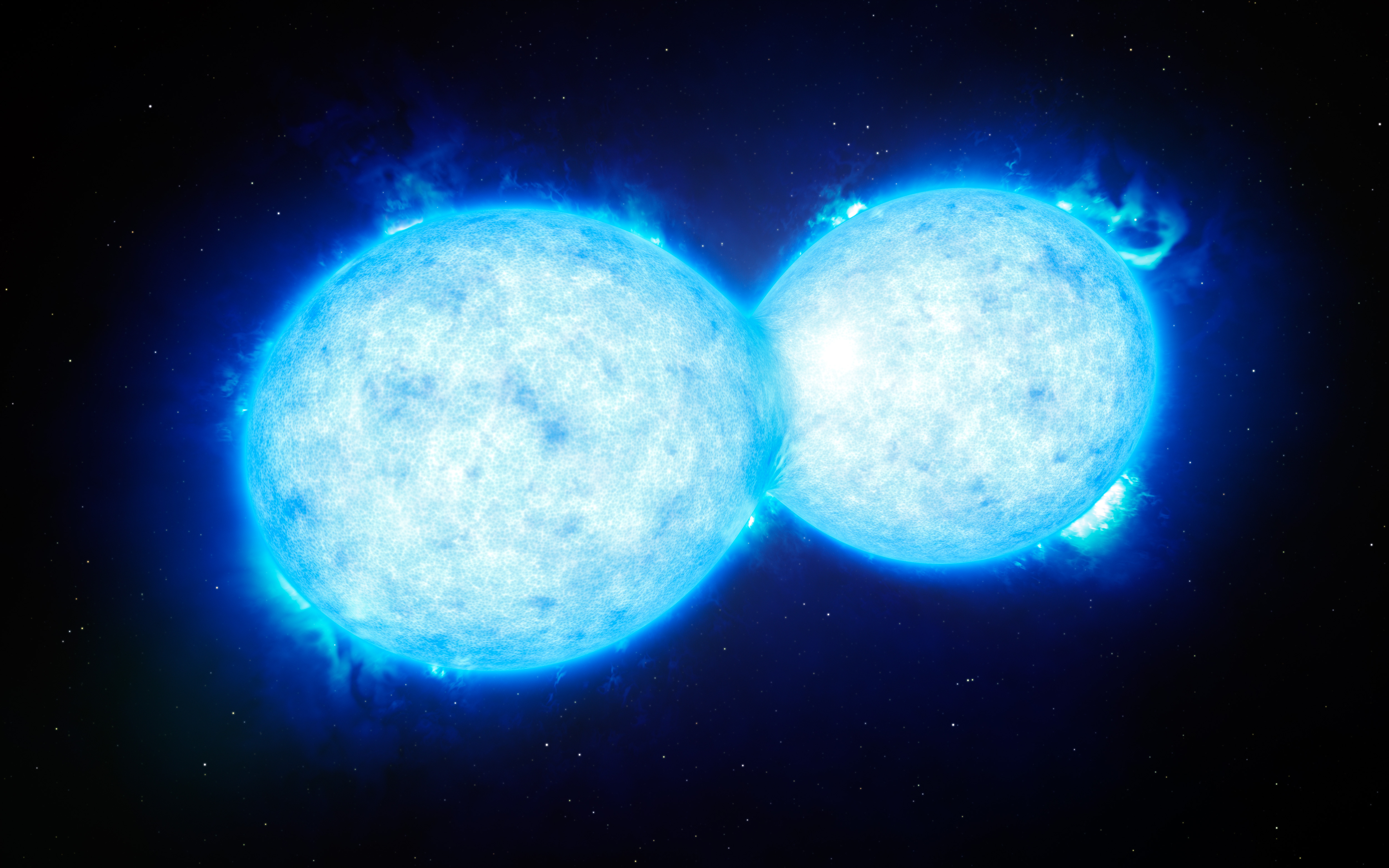
У майбутньому подвійна зоря VFTS 352 може перетворитися або на одну величезну зорю-гіганта, або на подвійну чорну діру[11].
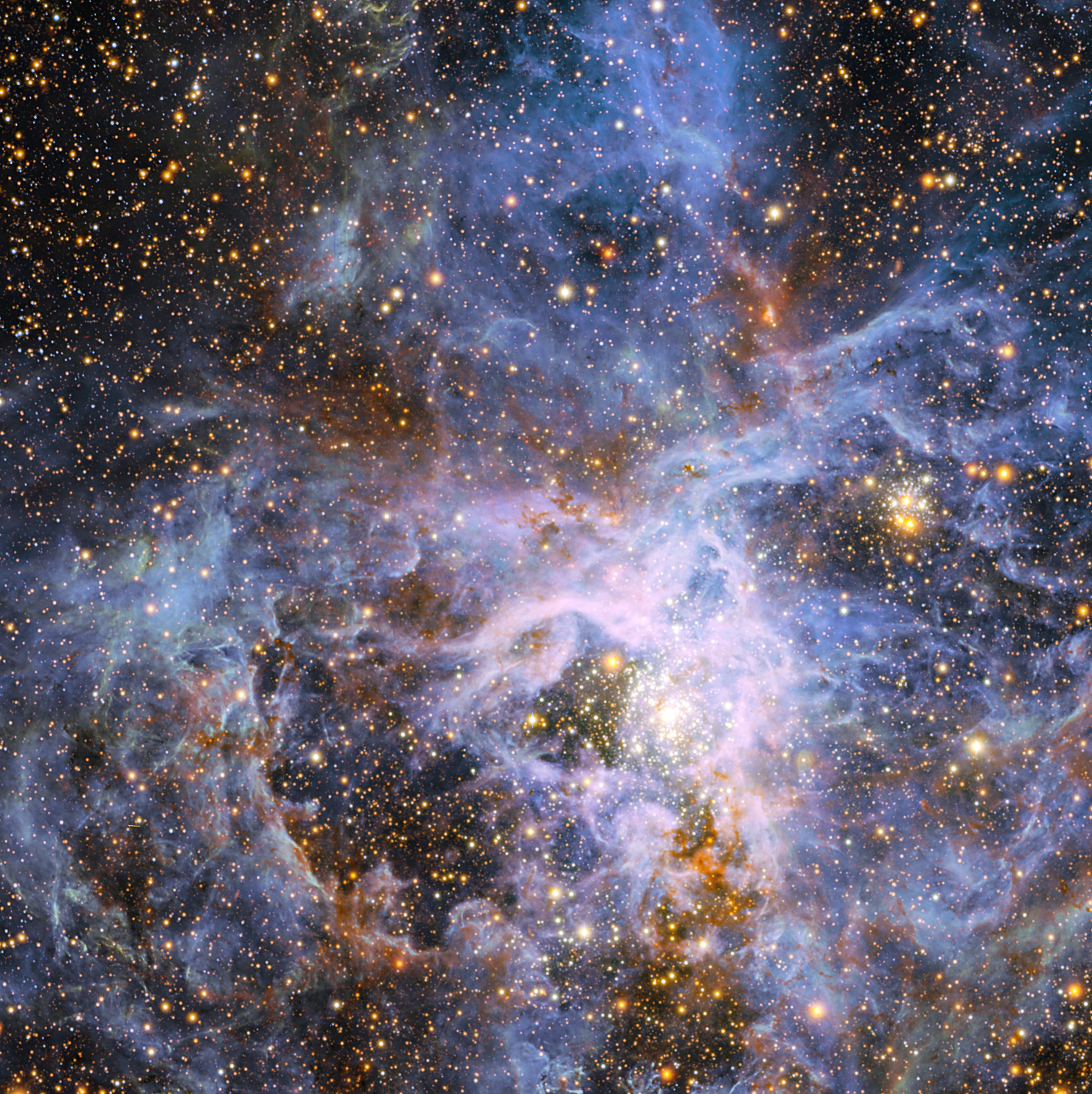
На цьому зображенні подано частину регіону надзвичайно активного утворення зір, розташованого навколо туманності Тарантул у Великій Магеллановій Хмарі, у якій знаходиться об’єкт VFTS 352.